# Phillipsburg, New Jersey
Phillipsburg är en ort i Warren County, New Jersey, USA. Staden hade vid folkräkningen år 2000 15 166 invånare. 
Den har enligt United States Census Bureau en area på totalt 8,6 km² varav 0,3 km² är vatten. 